# 罗素·西蒙斯
罗素·西蒙斯（英語：Russel Simmons）是一位美国企业家，Yelp联合创始人兼首席技术官

## 生平
1998年毕业于伊利诺伊大学厄巴纳-香槟分校计算机科学专业，后在PayPal担任软件架构师一段时间，2004年10月和杰里米·斯托普尔曼成立Yelp直到2010年6月离开。他是PayPal黑手党的其中成员之一。